# 曼努埃尔·加德亚
曼努埃尔·罗伯托·加德亚（西班牙語：Manuel Roberto Gadea，1942年1月2日—），出生于蒙得维的亚，乌拉圭篮球运动员，曾代表乌拉圭参加1960年夏季奥运会和1964年夏季奥运会男子篮球比赛，均获得第八名。